# Di chỉ Thổ ty Đường Nhai
Di chỉ Thổ ty Đường Nhai (tiếng Trung Quốc: 唐崖土司城址) là một di chỉ thành cổ nằm ở hương Tiêm Sơn, huyện Hàm Phong, Hồ Bắc, Trung Quốc. Nó là một phần của Các di chỉ Thổ ty đã được UNESCO công nhận là Di sản thế giới vào ngày 3 tháng 7 năm 2015.
Đường Nhai dựa vào núi bazan ở phía tây, phía đông là sông Đường Nhai. Chiều từ tây sang đông rộng 1.200 mét, chiều bắc nam là 600 mét, với tổng diện tích khoảng 750.000 mét vuông. Thành được chia thành 3 phần: Ngoại thành, Nội thành và Cung thành. Lịch sử của nó kéo dài trong 389 năm, bắt đầu vào năm 1346 dưới thời Nguyên Huệ Tông và bị bãi bỏ năm 1735 dưới thời Ung Chính.
Di chỉ này cũng đã được công bố là Di tích Văn hóa Lịch sử Trọng điểm Quốc gia của tỉnh Hồ Bắc bởi Cục Bảo tồn Văn Vật Quốc gia vào ngày 25 tháng 5 năm 2006.